# 懐宝剣尺
『懐宝剣尺』（かいほうけんじゃく）は、日本の刀剣評価書。1797年（寛政9年）出版、懐寶劍尺とも記す。本書が好評を博したため、1830年（文政13年）には本書著者の一人である山田浅右衛門吉睦によって『古今鍛冶備考』として再刊される。

## 概要
1797年（寛政9年）秋、刀剣鑑定家として高名であった肥前唐津藩士である拓植平助方理の依頼により、山田浅右衛門吉睦の協力によって刀の切れ味別にランク付けし刀剣の業物一覧として編集した刀剣評価書である。
本書は罪人を用いた試し斬りを担当する御様御用（おためしごよう、試し斬り専門の役職）を代々襲名している山田家の五代目当主である山田浅右衛門吉睦と据物斬りの斬り手である須藤五太夫が試し斬りした結果が記されており、最上大業物は12工、大業物は21工、良業物は50工、業物は80工、大業物・良業物・業物混合65工の計228工が作刀した刀が評価されている。